# Distrito electoral 10 (Illinois)
El distrito electoral 10 (en inglés: Precinct 10) es un distrito electoral ubicado en el condado de Monroe en el estado estadounidense de Illinois. En el Censo de 2010 tenía una población de 542 habitantes y una densidad poblacional de 12,5 personas por km².

## Geografía
Según la Oficina del Censo de los Estados Unidos, tiene una superficie total de 43.38 km², de la cual 38.47 km² corresponden a tierra firme y (11.31%) 4.91 km² es agua.

## Demografía
Según el censo de 2010, había 542 personas residiendo en el distrito electoral 10. La densidad de población era de 12,5 hab./km². De los 542 habitantes, el distrito electoral 10 estaba compuesto por el 99.45% blancos, el 0% eran afroamericanos, el 0% eran amerindios, el 0% eran asiáticos, el 0% eran isleños del Pacífico, el 0% eran de otras razas y el 0.55% pertenecían a dos o más razas. Del total de la población el 0% eran hispanos o latinos de cualquier raza.